# ベスコングルメ
『ベスコングルメ』は、2022年10月2日より、TBS系列で毎週日曜18:30 - 19:00（JST）に放送されているグルメバラエティ番組。アサヒスーパードライ（アサヒビール）の単独スポンサー番組。

## 概要
MCの川島と春日が、ゲストと共に絶品グルメを求めてウォーキングを行い、ベストコンディション（略して「ベスコン」）の状態で絶品グルメを堪能する番組内容となっている。川島と春日は週替わりでMCを担当する。提供読み時には、「ベスコングルメは、冷やすほどにキレ冴える、辛口〈生〉。アサヒスーパードライの提供でお送りします（しました）」との音読がある。

### 番組の主な流れ
30分内の主な流れは以下のとおり。
1. スタート地点となる場所にMC（川島 or 春日）とゲストが揃い、当日の目的地となる飲食店とベスコングルメ、目的地までの距離が発表される。2023年4月23日放送回からは、ベスコングルメを当日のゲスト、または（当日のゲストとは別の）著名人や料理研究家などが紹介するか、故人を含んだ著名人が愛したグルメを紹介する形式となった。当日ゲストが推薦するグルメ以外の場合は、その推薦者・ゆかりの人物の名前も紹介される（該当者は、ロケには同行しない）。
2. 目的地に向けて徒歩のみで向かう。回にもよるが、おおむね2 - 3時間程度（後述する寄り道をしなければ、スタッフの計測で1時間半 - 2時間程度）かかるようなルートとなっている。ゲストや距離、舞台となる場所はMCにより変わる。MCが運動を苦手とする川島の場合は同じく運動が苦手なゲストなどで4キロ前後の短距離になることが多く[注釈 2]、川島が平日朝の帯番組『ラヴィット!』のMCでもあることから、舞台は東京都内が殆どである。一方で普段から筋トレに励み、運動能力も高い春日の場合はアスリートや運動自慢のゲストなどで長距離、かつ東京から離れた観光地などで行われることが殆どである。更に春日の場合は、ルートやゴールを決めずに制限時間内をエリア内で自由に歩くフリーウォーキング形式（栃木県を舞台に、U字工事がゲストの場合に実施）や、通常より長い距離を自転車を使ってベスコン状態に仕上げていくサイクリング方式が採用される場合がある。稀にどちらのMCでも、キャンプ飯がベスコングルメになることがあり、MCやゲストがプレゼンターの指導のもとで自ら料理を作りベスコン状態に仕上げていく。
3. ルートの途中には2、3か所程度、商店街・歓楽街・地下街といった、飲み食いの誘惑があるような場所を通過するようになっている。目的地にベスコンの状態で入れるようにするため、これらの場所では（仮に店主が試食を勧めてきたとしても）一切の飲食はおろか土産として買うことも禁止されている。そのため、（依頼したうえで）店主や客が食べているところを見るだけで済ませたり、ダクトから漏れ出る香りで我慢することが多い。2023年2月12日放送回からは、立ち寄ったお店やインタビューした人に対し、試食もせずに買いもしなかったことが失礼にあたる配慮から、番組特製ステッカーを配るようになった。また、2023年4月9日放送回からは本来のゲストとは別に「試食担当」が1名同行するか、「ベスコンガール」「ベスコンボーイ」と呼ばれる番組スタッフ[注釈 3]が代理で視聴者に味を伝えるようになった（当然、MCとゲストはこの様子も何も食べられないまま間近で見せつけられることになる）。
4. 2023年4月23日放送回からは、ルートの途中でMCのスマートウォッチに追加情報が配信され、ベスコングルメに関する情報や、追加の一品メニューが紹介される[注釈 4]。
5. 目的地にゴールしたら、「ベスコン 仕上げ済」と胸に記載された服装に着替え、まずは乾杯となる。前述の通り「アサヒスーパードライ」が単独スポンサーである関係上、飲食店では必ず「アサヒスーパードライ」を飲酒している。
6. 「ベスコングルメ」、および追加メニュー（2023年3月までは「プラスワングルメ」）を堪能する。
7. 最後に、ゲストの中から1名に対し[注釈 5]、「今夢中になっていること」についてトークを行い、エンディングとなる。

#### 過去に行われていた内容
2023年3月までは、目的地まで半分程度進んだところで一度休憩した際に目的地の飲食店のメニューが渡されるので、ベスコングルメの他にもう1品好きなものを注文できる「プラスワングルメ」を選択することができた。2023年2月26日放送回からは番組本編では選択している様子は放送されなくなり、番組公式YouTubeでの配信に変更された。2023年4月以降は、もう1品についても推薦者が指定するようになったため、行われていない。

## 出演者
MC
MCは隔週で担当するため、1回の放送で共演することは無い。
- 川島明（麒麟）
- 春日俊彰（オードリー）

ナレーター
- あおい洋一郎

準レギュラー
- U字工事（益子卓郎・福田薫）
  - 「栃木シリーズ」

春日MC回にて不定期で実施。ウォーキングコースが設定されずフリーウォーキングで目的地を目指す回や、途中から自転車に乗り換えて目的地を目指す回などさまざまなパターンがある。

## 放送リスト
グルメ推薦者について、それぞれ以下の通り。
- 太字になっている人物→当日のゲストとグルメ推薦者を兼務。
- 斜体になっている人物→放送当時既に故人で、その人物ゆかりのグルメという形で行われたことを示している。

距離に関しては断りのない限り、ウォーキングのみでの距離を記載。なお、U字工事ゲスト回のフリーウォーキングについては、番組内で距離が判明している場合のみ記載。

### 2022年
| 回 | 放送日   | MC   | ウォーキングコース            | ベスコングルメ | ゲスト                                                   | 出典   |
| -- | -------- | ---- | ----------------------------- | -------------- | -------------------------------------------------------- | ------ |
| 1  | 10月02日 | 川島 | 日本橋〜浅草（約5.9km）       | 焼き鳥         | 白濱亜嵐・関口メンディー（GENERATIONS from EXILE TRIBE） | [ 3 ]  |
| 2  | 10月09日 | 春日 | 後楽園〜銀座（約5.6km）       | ピザ           | 磯山さやか 村上（マヂカルラブリー）                      | [ 4 ]  |
| 3  | 10月16日 | 川島 | 羽田空港〜蒲田（約6.0km）     | 焼肉           | 王林 もう中学生                                          | [ 5 ]  |
| 4  | 10月23日 | 春日 | 池袋〜東中野（約6.2km）       | ステーキ       | 近藤春菜（ハリセンボン） 飯尾和樹（ずん）                | [ 6 ]  |
| 5  | 10月30日 | 川島 | 駒込〜上野（約5.8km）         | 餃子           | 森泉 ZAZY                                                | [ 7 ]  |
| 6  | 11月06日 | 春日 | 田町〜日本橋（約7.4km）       | うな重         | 貴乃花光司 田渕章裕（インディアンス）                    | [ 8 ]  |
| 7  | 11月13日 | 川島 | 九段下〜新宿（約6.4km）       | 天ぷら         | 西畑大吾・大橋和也（なにわ男子）                         | [ 9 ]  |
| 8  | 11月20日 | 春日 | 下高井戸〜三軒茶屋（約6.6km） | お好み焼き     | トラウデン直美 平子祐希（アルコ&ピース）                 | [ 10 ] |
| 9  | 11月27日 | 川島 | 赤羽〜大塚（約6.5km）         | ハンバーグ     | リリー（見取り図）                                       | [ 11 ] |
| 10 | 12月04日 | 春日 | 蒲田〜川崎（約6.4km）         | 牛タン         | 中島健人（Sexy Zone） 中岡創一（ロッチ）                 | [ 12 ] |
| 11 | 12月11日 | 川島 | 赤坂〜日本橋（約6.7km）       | しゃぶしゃぶ   | 向井慧（パンサー） 江藤愛（TBSアナウンサー）             | [ 13 ] |

### 2023年
| 回 | 放送日   | MC                                | ウォーキングコース | ベスコングルメ                    | ゲスト                                                                          | グルメ推薦者                      | 出典   |
| -- | -------- | --------------------------------- | --- | --------------------------------- | ------------------------------------------------------------------------------- | --------------------------------- | ------ |
| 12 | 01月08日 | 春日                              | 相鉄線・星川駅〜横浜中華街（約8.2km） | 麻婆豆腐                          | 原晋（青山学院大学陸上競技部監督） とにかく明るい安村                           | （設定前）                        | [ 14 ] |
| 13 | 01月15日 | 川島                              | 鮫洲〜五反田（約6.0km） | ホルモン                          | 赤江珠緒 雛形あきこ                                                             | （設定前）                        | [ 15 ] |
| 14 | 01月22日 | 春日                              | 田園調布〜蒲田（約8.3km） | から揚げ                          | 五十嵐亮太 庄司智春（品川庄司）                                                 | （設定前）                        | [ 16 ] |
| 15 | 01月29日 | 川島                              | 勝どき〜両国（約6.5km） | ちゃんこ鍋                        | 田中卓志（アンガールズ） 鷲見玲奈                                               | （設定前）                        | [ 17 ] |
| 16 | 02月05日 | 春日                              | 浅草〜銀座（約8.7km） | ステーキ                          | 石原良純 村上（マヂカルラブリー）                                               | （設定前）                        | [ 18 ] |
| 17 | 02月12日 | 川島                              | 金沢駅〜片町（約5.6km） | カニしゃぶ                        | くっきー!（野性爆弾） おいでやす小田                                            | （設定前）                        | [ 19 ] |
| 18 | 02月19日 | 春日                              | 中洲〜天神〜博多駅（約6.1km） | もつ鍋                            | 飯尾和樹（ずん） 太田博久（ジャングルポケット）                                 | （設定前）                        | [ 20 ] |
| 19 | 02月26日 | 川島                              | 千住〜浅草（約6.2km） | 寿司                              | 市川猿之助 近藤千尋                                                             | （設定前）                        | [ 21 ] |
| 20 | 03月05日 | 春日                              | 西新宿〜野方（約7.1km） | 餃子                              | 今田耕司                                                                        | （設定前）                        | [ 22 ] |
| 21 | 03月12日 | 全国の未公開仕上げスポット大公開! | 全国の未公開仕上げスポット大公開! | 全国の未公開仕上げスポット大公開! | 全国の未公開仕上げスポット大公開!                                               | （設定前）                        | [ 23 ] |
| 22 | 03月19日 | 春日                              | サンマリンスタジアム宮崎〜宮崎市中心市街地 （サイクリング込みの約14.1km）                                                                              | 焼肉                              | 斎藤佑樹 とにかく明るい安村                                                     | （設定前）                        | [ 24 ] |
| 23 | 03月26日 | 川島                              | 目黒〜六本木（約6.6km） | ヒレかつ                          | 松丸亮吾 小杉竜一（ブラックマヨネーズ）                                         | （設定前）                        | [ 25 ] |
| 24 | 04月02日 | 春日                              | 大宮駅東口〜大宮公園〜氷川神社〜大宮駅東口（約6.4km）                                                                                                  | 焼肉                              | SAM（TRF） 近藤春菜（ハリセンボン）                                             | （設定前）                        |        |
| 25 | 04月09日 | 川島                              | 曳舟〜上野（約6.2km） | 焼きそば                          | 佐藤栞里 河井ゆずる（アインシュタイン） 【試食担当】杉山真也（TBSアナウンサー） | （設定前）                        |        |
| 26 | 04月16日 | 春日                              | 早稲田〜有楽町（約6.8km） | うな重                            | DAIGO 山田涼介（Hey! Say! JUMP）                                                | （設定前）                        |        |
| 27 | 04月23日 | 川島                              | 王子〜雑司が谷（約6.9km） | 焼き鳥                            | 滝沢カレン 長谷川雅紀（錦鯉）                                                   | 小石原はるか （フードライター）   |        |
| 28 | 04月30日 | 春日                              | 高円寺〜荻窪（約5.1km） | サムギョプサル                    | 菊池風磨（Sexy Zone） 村上（マヂカルラブリー）                                  | 松浦達也 （フードライター）       |        |
| 29 | 05月07日 | 川島                              | 方南町〜東中野（約5.8km） | 寿司                              | 柳沢慎吾 きょん（コットン）                                                     | 大谷悠也 （フードライター）       |        |
| 30 | 05月14日 | 春日                              | 浦和駅東口〜さいたま市浦和区（約7.2km） | 天ざる蕎麦                        | 槙野智章 庄司智春（品川庄司）                                                   | 槙野智章                          |        |
| 31 | 05月21日 | 川島                              | 港南〜高輪台（約3.8km） | 餃子                              | 中川翔子 ヒコロヒー                                                             | 塚田亮一 （フードライター）       |        |
| 32 | 05月28日 | 春日                              | 南砂町〜住吉（約5.3km） | ヒレステーキ                      | 伊集院光 王林                                                                   | 六代目 三遊亭円楽                 |        |
| 33 | 06月04日 | 川島                              | 千駄木〜鶯谷（約4.4km） | しょうが焼き                      | 藤本美貴 秋元真夏                                                               | 九代目 林家正蔵                   |        |
| 34 | 06月11日 | 春日                              | 田園調布南～奥沢（約8.0km） | ナポリピザ                        | 石原良純 村上（マヂカルラブリー）                                               | 石原良純                          |        |
| 35 | 06月18日 | 川島                              | 三宿〜駒澤大学（約3.7km） | 焼肉                              | 飯島直子 河井ゆずる（アインシュタイン）                                         | 林家木久扇                        |        |
| 36 | 06月25日 | 春日                              | もうすぐ夏だ! キャンプ飯スペシャル （埼玉県長瀞町内にあるキャンプ場）                                                                                  | キャンプ飯                        | 柳沢慎吾 福田麻貴（3時のヒロイン）                                              | 村田秀亮 （とろサーモン）         |        |
| 37 | 07月02日 | 川島                              | 歌舞伎座〜銀座（距離不明） | 焼肉                              | 尾上松也 尾上右近                                                               | 尾上松也 尾上右近                 |        |
| 38 | 07月09日 | 春日                              | 品川シーサイド〜大森（約5.9km） | 回鍋肉 酸辣湯麺                   | 原口あきまさ ホリ                                                               | テリー伊藤                        |        |
| 39 | 07月16日 | 川島                              | 池尻大橋〜目黒（約3.7km） | 麻婆豆腐 チャーハン               | 佐藤隆太 中村仁美                                                               | アントニオ猪木                    |        |
| 40 | 07月23日 | 春日                              | 大通り公園〜横浜市中区野毛町（約6.0km） | 焼き鳥                            | 高城れに（ももいろクローバーZ） 平子祐希（アルコ&ピース）                       | 高城れに （ももいろクローバーZ）  |        |
| 41 | 07月30日 | 川島                              | 東新宿〜高田馬場（約3.5km） | あんかけ焼きそば                  | 船越英一郎 きょん（コットン）                                                   | 手塚治虫                          |        |
| 42 | 08月06日 | 春日                              | 逗子海岸〜葉山町長柄（約8.0km） | 焼肉                              | 石原良純 とにかく明るい安村                                                     | 石原良純                          |        |
| 43 | 08月13日 | 川島                              | 神保町〜有楽町（約3.5km） | カレー                            | 髙嶋政宏 おいでやす小田                                                         | 髙嶋政宏                          |        |
| 44 | 08月27日 | 春日                              | 浅間牧場〜軽井沢町追分 （サイクリングのみで、約21.0km）                                                                                                | ハンバーグ                        | トラウデン直美 田渕章裕（インディアンス）                                       | 高橋克典                          |        |
| 45 | 09月03日 | 川島                              | 大自然キャンプ飯SP! （神奈川県秦野市内にあるキャンプ場）                                                                                               | キャンプ飯                        | 村田秀亮（とろサーモン）                                                        | 村田秀亮 （とろサーモン）         |        |
| 46 | 09月10日 | 春日                              | 宇都宮ライトレール宇都宮駅東口停留場〜宇都宮市西大寛（2時間30分のフリーウォーキング、約5.5km）                                                         | とちぎ和牛                        | U字工事                                                                         | U字工事                           |        |
| 47 | 09月17日 | 春日                              | 代々木上原〜中目黒（約5.7km） | フィレステーキ                    | 姫野和樹 レイザーラモンRG                                                       | 松浦達也 （フードライター）       |        |
| 48 | 10月08日 | 川島                              | 代々木上原〜豪徳寺（約3.5km） | 麻婆豆腐 チャーハン               | 波瑠 近藤春菜（ハリセンボン）                                                   | 近藤春菜 （ハリセンボン）         |        |
| 49 | 10月15日 | 春日                              | 神宮外苑〜田町（約6.1km） | うな重                            | 古田敦也 飯尾和樹（ずん）                                                       | 古田敦也                          |        |
| 50 | 10月22日 | 川島                              | 大井町〜大森海岸（約3.6km） | アジフライ                        | 佐々木蔵之介 河井ゆずる（アインシュタイン）                                     | マッキー牧元 （タベアルキスト）   |        |
| 51 | 10月29日 | 春日                              | 二子玉川〜都立大学（約9.0km） | ヒレかつ                          | 石原良純 村上（マヂカルラブリー）                                               | 石原良純                          |        |
| 52 | 11月05日 | 川島                              | 宮ノ下〜強羅（約3.2km） | 餃子                              | 松尾駿（チョコレートプラネット） 中村仁美                                       | 松尾駿 （チョコレートプラネット） |        |
| 53 | 11月12日 | 春日                              | 秩父市小鹿野町〜秩父市中宮地町 （サイクリングのみで、約20.0km）                                                                                        | ハンバーグ                        | 林家たい平 福田麻貴（3時のヒロイン）                                            | 林家たい平                        |        |
| 54 | 11月19日 | 川島                              | 秋葉原〜浅草（約3.7km） | 牛ヒレカツ                        | 山口智充 おいでやす小田                                                         | 六代目 中村勘九郎                 |        |
| 55 | 11月26日 | 春日                              | (JR)日光駅〜輪王寺〜東武日光駅（2時間のフリーウォーキング） 東武日光駅〜下今市駅（東武日光線に乗車） 下今市駅〜日光市（旧：今市市）今市本町（約1.6km） | 焼スパゲッティ                    | U字工事                                                                         | U字工事                           |        |
| 56 | 12月03日 | 川島                              | 国立競技場〜市ケ谷（約3.9km） | 餃子 麻婆豆腐                     | 狩野舞子 関太（タイムマシーン3号）                                              | 市原悦子                          |        |
| 57 | 12月10日 | 春日                              | 祖師谷公園〜用賀（約7.0km） | 焼き鳥                            | 髙田延彦 磯山さやか                                                             | 髙田延彦                          |        |
| 58 | 12月17日 | 川島                              | 代々木〜東中野（約3.9km） | 焼肉                              | ホラン千秋 向井慧（パンサー）                                                   | 向井慧 （パンサー）               |        |

### 2024年
| 回  | 放送日   | MC   | ウォーキングコース | ベスコングルメ            | ゲスト                                      | グルメ推薦者                                 | 出典 |
| --- | -------- | ---- | --- | ------------------------- | ------------------------------------------- | -------------------------------------------- | ---- |
| 59  | 01月07日 | 春日 | 青森港〜青森市新町（約5.2km） | 寿司                      | 王林 中岡創一（ロッチ）                     | 王林                                         |      |
| 60  | 01月14日 | 川島 | 高田馬場〜大塚（約3.9km） | 葱鮪鍋                    | 滝沢カレン リリー（見取り図）               | マッキー牧元 （タベアルキスト）              |      |
| 61  | 01月21日 | 春日 | 蛇尾川緑地公園〜栃木県立大田原高等学校（2時間のフリーウォーキング） 栃木県立大田原高等学校〜大田原市（旧：黒羽町）黒羽向町（サイクリングで14.0km） | 鶏焼肉                    | U字工事                                     | U字工事                                      |      |
| 62  | 01月28日 | 川島 | 中部電力 MIRAI TOWER（旧：名古屋テレビ塔）〜名古屋市中区錦（約3.8km）                                                                              | ひつまぶし                | 石井亮次 小杉竜一（ブラックマヨネーズ）     | 石井亮次                                     |      |
| 63  | 02月04日 | 春日 | 新潟県湯沢町内の雪山ウォーキング（約1.2km） 越後湯沢駅周辺〜湯沢高原ロープウェイ（約1.2km）                                                        | ビスマルクピザ            | 元木大介 庄司智春（品川庄司）               | 『おとなの週末』（講談社）編集部             |      |
| 64  | 02月11日 | 川島 | 代々木〜下北沢（約3.9km） | エビチャーハン 水餃子     | ヒコロヒー 関太（タイムマシーン3号）        | ヒコロヒー                                   |      |
| 65  | 02月18日 | 春日 | 草津温泉周遊コース（約5.7km） | 舞茸天ぷら カレー南蛮そば | 橋本直（銀シャリ） 村上（マヂカルラブリー） | 水出喜久 （草津菓匠 清月堂若旦那）           |      |
| 66  | 02月25日 | 川島 | 国立市青柳〜立川市曙町（3.9km） | 角煮 チャーハン           | 宇梶剛士 河井ゆずる（アインシュタイン）     | 宇梶剛士                                     |      |
| 67  | 03月03日 | 春日 | 王子〜町屋（約5.8km） | ハンバーグ                | 前田健太 とにかく明るい安村                 | 五島鉄平 （ハンバーグ計測士）                |      |
| 68  | 03月10日 | 川島 | 浅草〜両国（約3.8km） | ロースカツ                | 佐々木蔵之介 くっきー!（野性爆弾）          | マッキー牧元 （タベアルキスト）              |      |
| 69  | 03月17日 | 春日 | 稲村ヶ崎〜鎌倉市雪ノ下（約6.1km） | しらすピザ                | 田中美佐子 柴田英嗣（アンタッチャブル）     | 田中美佐子                                   |      |
| 70  | 03月24日 | 川島 | 平井〜錦糸町（約4.3km） | ジャリチ                  | 藤井隆 関太（タイムマシーン3号）            | 照ノ富士春雄                                 |      |
| 71  | 03月31日 | 春日 | 鴨川市（旧：小湊町）小湊〜鴨川市（旧：天津町）天津（5.4km）                                                                                        | アジフライ                | EXILE TAKAHIRO 庄司智春（品川庄司）         | 鴨川市観光協会                               |      |
| 72  | 04月07日 | 川島 | 小田原〜早川漁港（約4.0km） | オシツケ煮付御膳          | 市川右團次 近藤春菜（ハリセンボン）         | 諏訪間順 （小田原城天守閣館長）              |      |
| 73  | 04月14日 | 春日 | 栃木市境町〜栃木市柳橋町（ウォーキングで3.7km） 栃木市柳橋町〜栃木市出流町（サイクリングで19.0km）                                                 | 山菜天ぷら蕎麦            | U字工事                                     | U字工事                                      |      |
| 74  | 04月21日 | 川島 | 葛飾〜小岩（約4.0km） | 麻婆豆腐                  | 坂本冬美 田中卓志（アンガールズ）           | 中川正道 （四川料理研究家）                  |      |
| 75  | 04月28日 | 春日 | 山中湖〜山梨県富士吉田市竜ケ丘 （サイクリングのみで、約25.6km）                                                                                    | 焼肉                      | 石原良純 村上（マヂカルラブリー）           | 石原良純                                     |      |
| 76  | 05月05日 | 川島 | 隅田川テラス〜東向島（約4.0km） | 焼き鳥                    | 立川談春 向井慧（パンサー）                 | 小石原はるか （フードライター）              |      |
| 77  | 05月12日 | 春日 | 城ヶ島〜三浦市（旧：三崎町）三崎（約5.5km） | まぐろのタレ焼き          | 山崎育三郎 小宮浩信（三四郎）               | 三崎飲食店組合                               |      |
| 78  | 05月19日 | 川島 | 巣鴨〜本駒込（約3.9km） | 玉子チャーハン 揚げ餃子   | 清塚信也 関太（タイムマシーン3号）          | 関太 （タイムマシーン3号）                   |      |
| 79  | 05月26日 | 春日 | 静岡県三島市〜静岡県清水町（約6.4km） | うな重                    | 坂井真紀 とにかく明るい安村                 | 三島市観光協会                               |      |
| 80  | 06月02日 | 川島 | 日本橋浜町〜秋葉原（約3.7km） | ハンバーグ                | 尾上松也 せいや（霜降り明星）               | 五島鉄平 （ハンバーグ計測士）                |      |
| 81  | 06月09日 | 春日 | 長野県松本市周遊コース（約6.8km） | 山菜蕎麦                  | 槙野智章 庄司智春（品川庄司）               | 松本商工会議所                               |      |
| 82  | 06月23日 | 川島 | 木場〜日本橋（約4.0km） | メンチカツ                | 竹中直人 河井ゆずる（アインシュタイン）     | 加山雄三                                     |      |
| 83  | 06月30日 | 春日 | 箱根湯本〜宮ノ下（約6.7km） | 足柄牛のステーキ丼        | 的場浩司 福田麻貴（3時のヒロイン）          | 箱根町観光協会                               |      |
| 84  | 07月07日 | 川島 | 横須賀市周遊コース（約4.0km） | フィレステーキ            | 小泉孝太郎 レイザーラモンRG                 | 小泉孝太郎                                   |      |
| 85  | 07月14日 | 春日 | 熱海梅園〜熱海市渚町（約5.9km） | マグロの大トロの干物      | 内田篤人 尾形貴弘（パンサー）               | 熱海経済新聞                                 |      |
| 86  | 07月21日 | 川島 | 水元公園〜金町（約4.0km） | もつ焼き                  | 高島礼子 向井慧（パンサー）                 | なぎら健壱 吉田類 きたろう                   |      |
| 87  | 07月28日 | 春日 | 軽井沢周遊コース（約6.9km） | 信州サーモンのピッツァ    | EXILE TAKAHIRO 庄司智春（品川庄司）         | 軽井沢観光協会                               |      |
| 88  | 08月04日 | 川島 | 深大寺自然広場～深大寺元町（約3.7km） | 天せいろそば              | 上川隆也 河井ゆずる（アインシュタイン）     | 三國連太郎 中畑清                            |      |
| 89  | 08月18日 | 川島 | 上野公園～花川戸（約4.0km） | 麻婆豆腐 餃子             | 小手伸也 福田麻貴（3時のヒロイン）          | 伊吹吾郎 谷原章介 玉ちゃん （浅草キッド）    |      |
| 90  | 08月25日 | 春日 | 逗子市周遊コース（約6.0km） | アジフライ                | 田中美佐子 レイザーラモンRG                 | 田中美佐子                                   |      |
| 91  | 09月01日 | 川島 | 砂町～森下（約4.0km） | チーズハンバーグ          | 山内惠介 野呂佳代                           | 五島鉄平 （ハンバーグ計測士）                |      |
| 92  | 09月08日 | 春日 | 栃木県那須高原周遊コース（約6.9km） | ヒレステーキ              | U字工事                                     | U字工事                                      |      |
| 93  | 09月15日 | 川島 | 西五反田～祐天寺（約3.6km） | 麻婆焼きそば              | 黒木瞳 せいや（霜降り明星）                 | 下関マグロ                                   |      |
| 94  | 09月22日 | 春日 | 埼玉県秩父郡横瀬町～埼玉県秩父市大畑町（約5.7km）                                                                                                  | ホルモン焼き              | 林家たい平 とにかく明るい安村               | 林家たい平                                   |      |
| 95  | 09月29日 | 川島 | 天王洲アイル～三田（約4.0km） | チャーハン 焼き餃子       | 吉沢亮 関太（タイムマシーン3号）            | 関太 （タイムマシーン3号）                   |      |
| 96  | 10月06日 | 春日 | 川越城～川越市谷中（約6.2km） | 黒豚のひつまぶし          | 髙木菜那 村上（マヂカルラブリー）           | 小江戸川越観光協会                           |      |
| 97  | 10月13日 | 川島 | 勝どき～日本橋浜町（約4.0km） | カレーつけそば            | 池森秀一（DEEN） 福田麻貴（3時のヒロイン）  | 池森秀一 （DEEN）                            |      |
| 98  | 10月20日 | 春日 | 西日暮里～神田（約6.4km） | インドカレー              | 成田凌 レイザーラモンRG                     | 縫田暁言                                     |      |
| 99  | 11月10日 | 川島 | 新小岩駅～立石（約4.0km） | 焼き鳥                    | 丘みどり 向井慧（パンサー）                 | 高橋陽一                                     |      |
| 100 | 11月17日 | 春日 | 井の頭公園～三鷹駅（約6.2km） | 焼き餃子 水餃子           | 角田夏実 近藤春菜（ハリセンボン）           | 小野寺力 （焼き餃子協会）                    |      |
| 101 | 11月24日 | 川島 | 南千住～浅草（約3.7km） | 焼き鳥                    | 鈴木杏樹 せいや（霜降り明星）               | 和内正一                                     |      |
| 102 | 12月01日 | 春日 | 狩野川河川敷～伊豆市（旧：修善寺町）修善寺（約5.4km）                                                                                              | 湯葉そば 天ぷら           | 高橋克典 村上健志（フルーツポンチ）         | （推薦者なし）                               |      |
| 103 | 12月08日 | 春日 | 伊香保温泉～群馬県渋川市（旧：伊香保町）伊香保町水沢（約7.1km）                                                                                    | 水沢うどん                | 的場浩司 荒川（エルフ）                     | 中山秀征 井森美幸 関太 （タイムマシーン3号） |      |
| 104 | 12月15日 | 川島 | 高円寺～荻窪（約3.8km） | 焼肉                      | 冨永愛 松尾駿（チョコレートプラネット）     | 松浦達也                                     |      |

### 2025年
| 回  | 放送日   | MC   | ウォーキングコース                                                                | ベスコングルメ                | ゲスト                                            | グルメ推薦者                    | 出典 |
| --- | -------- | ---- | --------------------------------------------------------------------------------- | ----------------------------- | ------------------------------------------------- | ------------------------------- | ---- |
| 105 | 01月12日 | 川島 | 木場公園～両国（約4.0km）                                                         | カレーちゃんこ鍋              | 佐藤隆太 関太（タイムマシーン3号）                | 関太 （タイムマシーン3号）      |      |
| 106 | 01月19日 | 春日 | 博多漁港～福岡市中央区天神（約7.6km）                                             | 焼き鳥                        | 石原良純 トラウデン直美                           | 石原良純                        |      |
| 107 | 01月26日 | 川島 | 水道橋～日本橋（約4.0km）                                                         | もつ鍋                        | 三山ひろし 河井ゆずる（アインシュタイン）         | マッキー牧元 （タベアルキスト） |      |
| 108 | 02月02日 | 春日 | 長野県野沢温泉内の雪山ウォーキング（約2.0km） 上ノ平駅～野沢温泉村豊郷（約1.0km） | ジンギスカン                  | 髙木菜那 庄司智春（品川庄司）                     | （推薦者なし）                  |      |
| 109 | 02月09日 | 川島 | 仲宿～池袋（約4.0km）                                                             | 和牛ハンバーグ                | 水森かおり 高橋茂雄（サバンナ）                   | 五島鉄平 （ハンバーグ計測士）   |      |
| 110 | 02月16日 | 春日 | 万葉公園～湯河原町（旧：福浦村）福浦（約6.5km）                                   | 地魚定食                      | 船越英一郎 田渕章裕（インディアンス）             | 船越英一郎                      |      |
| 111 | 02月23日 | 川島 | 戸山公園～神楽坂（約4.0km）                                                       | 広島風お好み焼き              | 浅野温子 近藤春菜（ハリセンボン）                 | 井上龍也                        |      |
| 112 | 03月02日 | 春日 | 南千住～錦糸町（約6.8km）                                                         | しょうが焼き                  | 前田健太 田中卓志（アンガールズ）                 | 松浦達也                        |      |
| 113 | 03月09日 | 川島 | 隅田川テラス～上野（約4.0km）                                                     | うな重                        | 鈴木亜美 柴田英嗣（アンタッチャブル）             | 立川談志 みのもんた             |      |
| 114 | 03月16日 | 春日 | 千葉県鴨川市周遊コース（約6.9km）                                                 | 金目鯛の煮付け                | 内田篤人 尾形貴弘（パンサー）                     | （推薦者なし）                  |      |
| 115 | 03月23日 | 川島 | 羽根木公園～経堂（約4.0km）                                                       | もつ焼き                      | 水野美紀 くっきー!（野性爆弾）                    | 和内正一                        |      |
| 116 | 03月30日 | 春日 | 鎌倉宮～鎌倉市稲村ヶ崎（約6.5km）                                                 | 地ダコの土鍋ご飯              | 田中美佐子 とにかく明るい安村                     | 田中美佐子                      |      |
| 117 | 04月06日 | 川島 | 大森東～蒲田（約4.0km）                                                           | から揚げ                      | 真琴つばさ 関太（タイムマシーン3号）              | 関太 （タイムマシーン3号）      |      |
| 118 | 04月13日 | 春日 | あしかがフラワーパーク～栃木県足利市江川町（約6.8km）                             | 酸辣湯麺 油淋鶏               | U字工事                                           | U字工事                         |      |
| 119 | 04月20日 | 川島 | 西日暮里公園～湯島（約4.0km）                                                     | サムギョプサル                | 井上芳雄 レイザーラモンRG                         | 金成姫                          |      |
| 120 | 04月27日 | 春日 | 箱根強羅公園～仙石原（約6.9km）                                                   | 五目釜飯                      | 風間トオル 柴田英嗣（アンタッチャブル）           | （推薦者なし）                  |      |
| 121 | 05月04日 | 川島 | 北千住～堀切（約4.0km）                                                           | 焼肉                          | 高島礼子 田中卓志（アンガールズ）                 | 松浦達也                        |      |
| 122 | 05月11日 | 春日 | 小田原市周遊コース（約6.1km）                                                     | 地アジづくし定食              | 鈴木杏樹 村上（マヂカルラブリー）                 | （推薦者なし）                  |      |
| 123 | 05月18日 | 川島 | 多摩川河川敷～蒲田（約4.0km）                                                     | 串焼き                        | 南果歩 くっきー!（野性爆弾）                      | 和内正一                        |      |
| 124 | 05月25日 | 春日 | 飯能市周遊コース（約6.9km）                                                       | ハンバーグ                    | 岡村隆史（ナインティナイン） 庄司智春（品川庄司） | （推薦者なし）                  |      |
| 125 | 06月01日 | 川島 | 千束公園～町屋（約4.0km）                                                         | アジフライ                    | 野村萬斎 近藤春菜（ハリセンボン）                 | 池田隼人                        |      |
| 126 | 06月08日 | 春日 | 馬堀海岸公園～横須賀市本町（約6.8km）                                             | ビーフステーキカレー          | 鈴木福 とにかく明るい安村                         | （推薦者なし）                  |      |
| 127 | 06月15日 | 川島 | 晴海～日本橋茅場町（約4.0km）                                                     | 舞茸きつねそば                | 池森秀一（DEEN） せいや（霜降り明星）             | 池森秀一 （DEEN）               |      |
| 128 | 06月22日 | 春日 | 富士宮市周遊コース（約7.1km）                                                     | 富士宮焼きそば お好み焼き     | 的場浩司 ゆうちゃみ                               | （推薦者なし）                  |      |
| 129 | 06月29日 | 川島 | 江戸川河川敷～亀有（約4.0km）                                                     | ヒレかつ                      | 藤あや子 レイザーラモンRG                         | 千葉祐士                        |      |
| 130 | 07月06日 | 春日 | 熱海市～初島（約6.8km）                                                           | 海鮮丼 イカ焼き               | 田中史朗 近藤春菜（ハリセンボン）                 | （推薦者なし）                  |      |
| 131 | 07月13日 | 川島 | 隅田川テラス～柳橋（約4.0km）                                                     | 串焼き                        | 岸谷五朗 福田麻貴（3時のヒロイン）                | 和内正一                        |      |
| 132 | 07月20日 | 春日 | 栃木県那須町～栃木県那須塩原市本町（約6.0km）                                     | 天ざるそば                    | U字工事                                           | U字工事                         |      |
| 133 | 07月27日 | 川島 | 西日暮里～扇（約4.0km）                                                           | 上ロース 中落ちカルビ         | 尾上松也 関太（タイムマシーン3号）                | 関太 （タイムマシーン3号）      |      |
| 134 | 08月03日 | 春日 | 軽井沢周遊コース（約6.0km）                                                       | 牛タンシチュー                | 羽田美智子 とにかく明るい安村                     | （推薦者なし）                  |      |
| 135 | 08月10日 | 川島 | 江の島堤防～藤沢市片瀬海岸（約4.0km）                                             | 海鮮丼 アジフライ             | 陣内孝則 村上佳菜子                               | （推薦者なし）                  |      |
| 136 | 08月17日 | 春日 | 群馬県みなかみ町周遊コース（約5.0km）                                             | 上州麦豚ロース 豚ホルモン焼き | 髙木菜那 庄司智春（品川庄司）                     | （推薦者なし）                  |      |

## ネット局
| 放送対象地域   | 放送局                    | 系列    | 放送時間（JST）    | 遅れ       |
| -------------- | ------------------------- | ------- | ------------------ | ---------- |
| 関東広域圏     | TBSテレビ（TBS）          | TBS系列 | 日曜 18:30 - 19:00 | 制作局     |
| 北海道         | 北海道放送（HBC）         | TBS系列 | 日曜 18:30 - 19:00 | 同時ネット |
| 青森県         | 青森テレビ（ATV）         | TBS系列 | 日曜 18:30 - 19:00 | 同時ネット |
| 岩手県         | IBC岩手放送（IBC）        | TBS系列 | 日曜 18:30 - 19:00 | 同時ネット |
| 宮城県         | 東北放送（tbc）           | TBS系列 | 日曜 18:30 - 19:00 | 同時ネット |
| 山形県         | テレビユー山形（TUY）     | TBS系列 | 日曜 18:30 - 19:00 | 同時ネット |
| 福島県         | テレビユー福島（TUF）     | TBS系列 | 日曜 18:30 - 19:00 | 同時ネット |
| 山梨県         | テレビ山梨（UTY）         | TBS系列 | 日曜 18:30 - 19:00 | 同時ネット |
| 長野県         | 信越放送（SBC）           | TBS系列 | 日曜 18:30 - 19:00 | 同時ネット |
| 新潟県         | 新潟放送（BSN）           | TBS系列 | 日曜 18:30 - 19:00 | 同時ネット |
| 静岡県         | 静岡放送（SBS）           | TBS系列 | 日曜 18:30 - 19:00 | 同時ネット |
| 富山県         | チューリップテレビ（TUT） | TBS系列 | 日曜 18:30 - 19:00 | 同時ネット |
| 石川県         | 北陸放送（MRO）           | TBS系列 | 日曜 18:30 - 19:00 | 同時ネット |
| 中京広域圏     | CBCテレビ（CBC）          | TBS系列 | 日曜 18:30 - 19:00 | 同時ネット |
| 近畿広域圏     | 毎日放送（MBS）           | TBS系列 | 日曜 18:30 - 19:00 | 同時ネット |
| 鳥取県・島根県 | 山陰放送（BSS）           | TBS系列 | 日曜 18:30 - 19:00 | 同時ネット |
| 岡山県・香川県 | RSK山陽放送（RSK）        | TBS系列 | 日曜 18:30 - 19:00 | 同時ネット |
| 広島県         | 中国放送（RCC）           | TBS系列 | 日曜 18:30 - 19:00 | 同時ネット |
| 山口県         | テレビ山口（tys）         | TBS系列 | 日曜 18:30 - 19:00 | 同時ネット |
| 愛媛県         | あいテレビ（itv）         | TBS系列 | 日曜 18:30 - 19:00 | 同時ネット |
| 高知県         | テレビ高知（KUTV）        | TBS系列 | 日曜 18:30 - 19:00 | 同時ネット |
| 福岡県         | RKB毎日放送（RKB）        | TBS系列 | 日曜 18:30 - 19:00 | 同時ネット |
| 長崎県         | 長崎放送（NBC）           | TBS系列 | 日曜 18:30 - 19:00 | 同時ネット |
| 熊本県         | 熊本放送（RKK）           | TBS系列 | 日曜 18:30 - 19:00 | 同時ネット |
| 大分県         | 大分放送（OBS）           | TBS系列 | 日曜 18:30 - 19:00 | 同時ネット |
| 宮崎県         | 宮崎放送（mrt）           | TBS系列 | 日曜 18:30 - 19:00 | 同時ネット |
| 鹿児島県       | 南日本放送（MBC）         | TBS系列 | 日曜 18:30 - 19:00 | 同時ネット |
| 沖縄県         | 琉球放送（RBC）           | TBS系列 | 日曜 18:30 - 19:00 | 同時ネット |

## スタッフ
- コーラス：Dreamers Union Choir
- 構成：興津豪乃、木野聡
- TM：中村全希
- CAM：小山直央、坂本聡、斉藤和彦【週替り】
- 音声：樋口昴、今雄俊、常川裕二、木村優加、上村理沙【週替り】
- ロケ技術：だだだ【毎週】、ZEBRA CREATIVE、プレゼンスクルー、ヌーベルバーグ、レック、ティ・ピー・ブレーン、湯本将司【週替り】（ティ・ピ→一時離脱→復帰）
- 協力：ミックビジョン、フルタイム、東京オフラインセンター
- 編集・MA：エムスタ【毎週】、岡田しのぶ、中塚恭輔、長嶋悠、三浦麗、森聖治【週替り】
- 音響効果：藤原大介
- 美術プロデューサー：三枝善治郎
- CG：岩澤新平
- ヘアメイク：富岡裕子
- 衣装協力：ニューバランス
- 編成：佐藤礼子
- 宣伝：小谷有美
- 配信：石橋茉美
- TK：野村佳乃子
- デスク：高橋美樹
- AD：宮脇侑里、成松優香、平田将門、小島優侑、黒川萌花、中川龍馬、豊島日向子、木原虹太、今野彩音、齋藤雄紀、根本健史
- AP︰金川由希（以前はAD→制作進行）
- 制作進行︰森田通加（以前はAD）
- ディレクター：曽田健太郎、伊藤大佑、嶋﨑良【毎週】、金澤賢史、岩橋佑、山本希江、日髙慎一朗、星田理恵【週替り】（星田→以前はAD）
- 演出：中村小市郎、大澤哲也、源川友規（全員→以前は毎週ディレクター）
- プロデューサー：加藤丈博、田邊哲平、尾形香代、丸山智子、藤枝祐一郎、遠藤美加子、渡邊奈津子（加藤・尾形〜藤枝までは共に以前は担当プロデューサー、渡邊は以前はキャスティングP、田邊・遠藤→途中から）
- 企画・総合演出：平野亮一
- 制作協力：ハウフルス
- 制作著作：TBS

### 過去のスタッフ
- 構成︰細井新
- 編集・MA：TBS ACT、田口勇馬【毎週】、泉野翔洋、池亀淳一、井田須美子、下條享介【週替り】
- ヘアメイク：ビューマックス
- 美術プロデューサー：寒友哉、鈴木直人
- 編成：寺田淳史、野村和矢、河本恭平（野村→一時離脱→復帰）
- 配信：相川拓也
- AD：青木温南、嶋倫子、黒澤祥裕、佐藤加奈、上田慎、東鶴美佑、谷道美香、青木奈々、梅澤実生、日髙悠里、佐々木彩、小熊颯太、石岡紘太(汰)郎、髙月祐介
- AP：守屋美紀、柴田恵（共に以前は制作進行）
- ディレクター：奥村天知、田中光【毎週】、山元豊洋、高橋亮、松野亮、玉置優仁、及能貴之、高畑慎一、中村奈央（中村→以前はAD）、葺屋香乃子【週替り】／川崎大志（奥村→一時離脱→復帰）
- 演出：春田英知
- キャスティングP：岡本計
- チーフプロデューサー：石黒光典（以前は制作プロデューサー）
- 担当プロデューサー：山口哲生
- プロデューサー：栗原志帆（2023年4月2日-）、池田尚弘（池田→以前は担当プロデューサー）
- 制作協力：BEE BRAIN（2023年4月2日 - ）